# Шевченково (Тавежнянский сельский совет)
Шевченково (укр. Шевченкове) — село, 
Тавежнянский сельский совет,
Сахновщинский район,
Харьковская область.
Код КОАТУУ — 6324886506. Население по переписи 2001 года составляет 209 (95/114 м/ж) человек.

## Географическое положение
Село Шевченково находится на расстоянии в 1 км от реки Вшивая (правый берег),
выше по течению на расстоянии в 1 км расположено село Огиевка,
ниже по течению на расстоянии в 1,5 км расположено село Судиха,
на противоположном берегу — село Зелёное.

## История
- 1932 — дата основания.

## Название
В 1920-х — начале 1930-х годов в области прошла «волна» наименований/переименований значительной части населённых пунктов, в «революционные» названия — в честь Октябрьской революции, пролетариата, сов. власти, Кр. армии, социализма, Сов. Украины, деятелей «демократического движения» (Т. Шевченко) и новых праздников (1 мая и других) Это приводило к путанице, так как рядом могли оказаться сёла с одинаковыми новыми названиями — например, Первое, Второе и просто Шевченково.

## Экономика
- Молочно-товарная ферма.

## Достопримечательности
- Братская могила советских воинов. Похоронено 15 воинов.